# FatCat Records
FatCat Records is een onafhankelijk platenlabel uit de Engelse stad Brighton dat een zeer divers spectrum van muziekstromingen herbergt: van electronica en minimal techno tot noiserock, postrock, poppunk en indie. Ze zijn vooral bekend vanwege het ontdekken van Sigur Rós.
Enkele artiesten die door FatCat Records werden of worden vertegenwoordigd, zijn Animal Collective, Black Dice, Frightened Rabbit, múm, No Age, Sigur Rós, Set Fire To Flames, The Twilight Sad, We Were Promised Jetpacks en Welcome.